# Symphonie no 3 de Bax
Pour les articles homonymes, voir Symphonie no 3.
La Symphonie no 3 est une symphonie du compositeur britannique Arnold Bax composée en 1929. Elle est l'une des symphonies d'Arnold Bax les plus jouées et les plus appréciées.

## Contexte
L'œuvre, commencée au cours de l'hiver 1928-1929 et dédiée à Henry Wood, est achevée dès 1929. Arnold Bax, qui avait commencé les esquisses à Londres en 1928, y met un point final au Station Hotel de Morar (en), sur la côte ouest de l'Écosse. L'œuvre est créée en mars 1930 par Henry Wood. Le premier enregistrement a été dirigé par l'orchestre Hallé sous la direction de John Barbirolli en 1944. L'altiste Bernard Shore (en) décrit cette symphonie comme « aussi passionnante à jouer qu'à écouter » («  as thrilling to play as to listen to »).

## Orchestration
L'œuvre est écrite pour trois flûtes dont un piccolo, deux hautbois, quatre clarinettes, une clarinette basse, deux bassons, un double basson, quatre cors, trois trompettes, trois trombones, un tuba, ensemble de percussion comprenant timbales, grosse caisse, tambour ténor, caisse claire, tambourin, cymbales, gong, xylophone, glockenspiel, célesta, enclume, deux harpes et cordes.

## Structure
L'œuvre comporte trois mouvements :
1. Lento moderato – Allegro moderato – Lento moderato – Allegro moderato
2. Lento
3. Moderato – Piu mosso – Tempo I – Epilogue

## Analyse
Contrairement à ses deux premières symphonies, la troisième est « plus douce que sombre, dominée par l'esprit des légendes nordiques qui, Bax le reconnaît, l'ont influencé inconsciemment » (« gentle rather than somber in character, dominated by the spirit of Northern legends which, Bax acknowledges, influenced him subconsciously »).
Le deuxième mouvement débute par un solo de cor, suivi du chatoiement des cordes graves et de l'entrée d'une trompette solo à la mélodie évocatrice, dans une musique assez poignante. Ce mouvement reflète un paysage moins menaçant, d'une plus grande tranquillité pastorale, mais il est empreint d'un sentiment croissant de nostalgie. L'ambiance est brisée par l'ouverture du troisième mouvement, qui débouche bientôt sur un v

### Premier mouvement
Le premier mouvement, initialement écrit pour les instruments à vent, commence par un solo de basson qui introduit le thème mélodique principal, une mélodie mystérieuse dont les trois premières notes vont prendre par la suite une importance unificatrice. La clarinette puis d'autres bois rejoignent ensuite le basson dans une section initiale lento moderato relativement courte. Les cordes graves introduisent un nouvel élément, un accompagnement aux accords solennels des cuivres, avant que la musique ne devienne plus rapide et plus urgente et qu'un accelerando introduise la section allegro moderato, avec l'émergence d'un nouveau thème rythmique insistant menant à un climax dynamique. La musique s'apaise pour laissr place à une ambiance plus douce, menée par cinq violons solistes dans une deuxième section plus sereine, qui se développe lentement avant l'irruption du thème avec lequel le mouvement s'est ouvert. Le thème sinueux de l'introduction est d'abord confié aux altos en sourdine, ce qui conduit au retour d'éléments thématiques et motiviques de la première partie du mouvement, dans leur austérité ou leur tendresse méditative, avant une conclusion féroce. De manière inhabituelle, Arnold Bax demande un seul coup d'enclume au point culminant de ce mouvement (son intention initiale était plus conventionnelle, avec un choc de cymbales).

### Deuxième mouvement
Le deuxième mouvement, calme et rêveur, début par un solo de cor qui introduit le motif principal, suivi d'un chatoiement des cordes graves et de l'entrée d'une trompette solo à la mélodie évocatrice. Tout au long du mouvement, il y a de nombreux autres solos de cuivres, en particulier de trompette, et la forme du mouvement est relativement simple. Il reflète un paysage moins menaçant, d'une plus grande tranquillité, presque pastorale, mais il est empreint d'une nostalgie croissante.

### Troisième mouvement
L'ambiance du deuxième mouvement est brisée par l'ouverture du troisième mouvement qui s'ouvre sur un coup de gong et des notes répétées des cordes et des bois, qui conduit bientôt à un thème vigoureusement rythmé, suggestion d'un scherzo énergique, qui se poursuit avec d'autres éléments thématiques avant le retour du deuxième sujet serein du premier mouvement. Cela conduit à l'épilogue, qui commence par un thème de hautbois et de clarinette sur le rythme régulier d'un accompagnement de cordes et de harpe. Ici, ce qui s'est passé est rappelé dans la tranquillité. Le climat est inéluctablement optimiste, comme pour exorciser les humeurs sombres et sauvages des première et deuxième symphonies. La troisième symphonie clôt le voyage des trois premières symphonies du compositeur, qui sont liées à bien des égards et constituent un cycle à part entière.

## Discographie
Outre l'enregistrement de John Barbirolli, la symphonie a été enregistrée par le London Symphony Orchestra sous la direction d'Edward Downes, par le London Philharmonic Orchestra sous la direction de Bryden Thomson, par le BBC Philharmonic sous la direction de Vernon Handley et par le Royal Scottish National Orchestra sous la direction de David Lloyd-Jones. L'enregistrement original de John Barbirolli a été réédité plusieurs fois par EMI Classics et, plus récemment, par Dutton Vocalion (en).

## Citations
Pour le deuxième mouvement de son Concerto pour deux pianos et orchestre, Ralph Vaughan Williams a repris le thème de l'épilogue du troisième mouvement.